# Lista de reitores da Universidade Federal da Bahia
Esta lista de reitores da Universidade Federal da Bahia compreende todas as pessoas que exerceram o cargo de dirigente máximo da instituição desde a formação da Universidade da Bahia, em 1946.

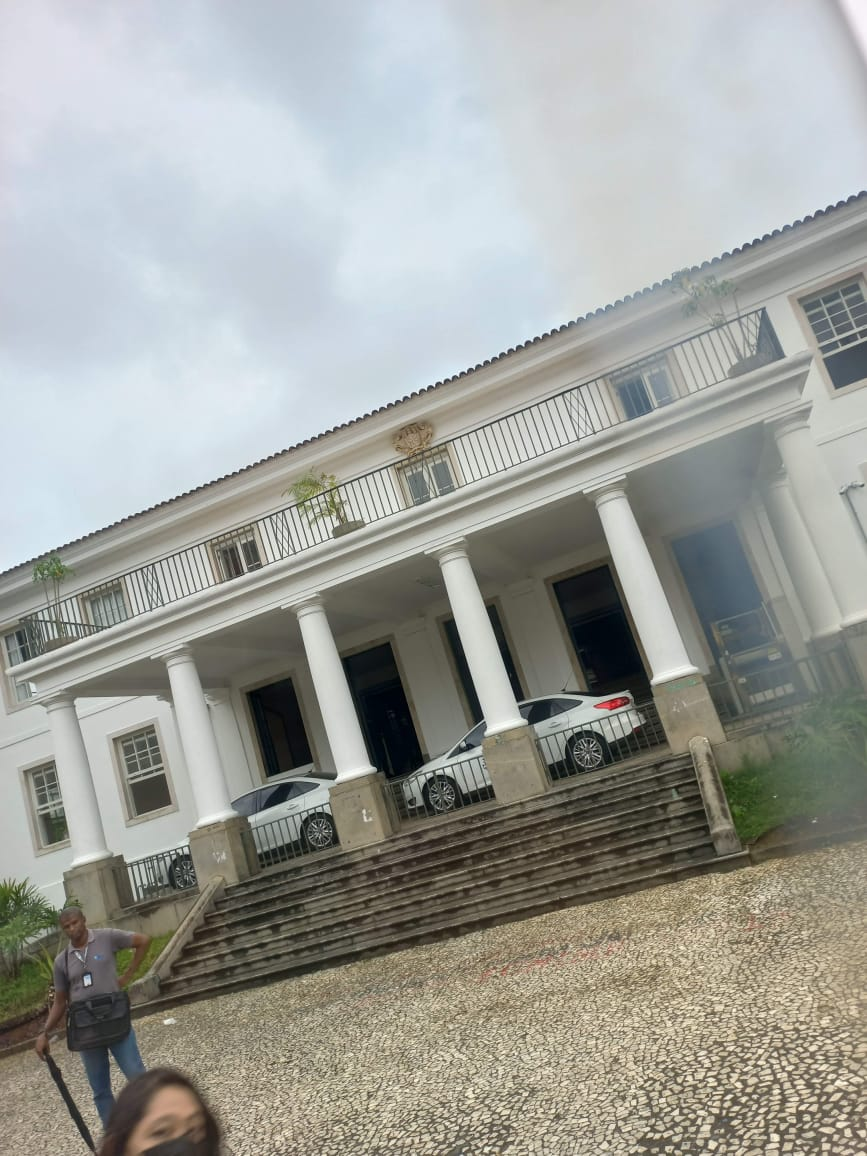
Palácio da Reitoria da Universidade Federal da Bahia com dois carros oficiais sob o mezanino externo

| Período         | Reitor                               | Curso de graduação  |
| 1946–1961       | Edgard Santos, o Reitor Magnífico    | Medicina            |
| 1961–1964       | Albérico Fraga                       | Direito             |
| 1964–1967       | Miguel Calmon                        | Engenharia Civil    |
| 1967            | Adriano Pondé                        | Medicina            |
| 1967–1971       | Roberto Santos                       | Medicina            |
| 1971–1975       | Lafayette Pondé                      | Direito             |
| 1975–1979       | Augusto da Silveira Mascarenhas      | Medicina            |
| 1979–1983       | Luiz Fernando Seixas de Macêdo Costa | Medicina            |
| 1984–1987       | Germano Tabacof                      | Odontologia         |
| 1988–1991       | José Rogério da Costa Vargens        | Engenharia civil    |
| 1992–1993       | Eliane Elisa de Souza e Azevedo      | Medicina            |
| 1993–1994       | Luiz Felippe Perret Serpa            | Física              |
| 1995–1998       | Luiz Felippe Perret Serpa            | Física              |
| 1998–2002       | Heonir de Jesus Pereira da Rocha     | Medicina            |
| 2002–2010       | Naomar de Almeida Filho              | Medicina            |
| 2010–2014       | Dora Leal Rosa                       | Ciências Sociais    |
| 2014–2022       | João Carlos Salles                   | Filosofia           |
| 2022–atualidade | Paulo Miguez                         | Ciências Econômicas |